# تاريخ السكك الحديدية

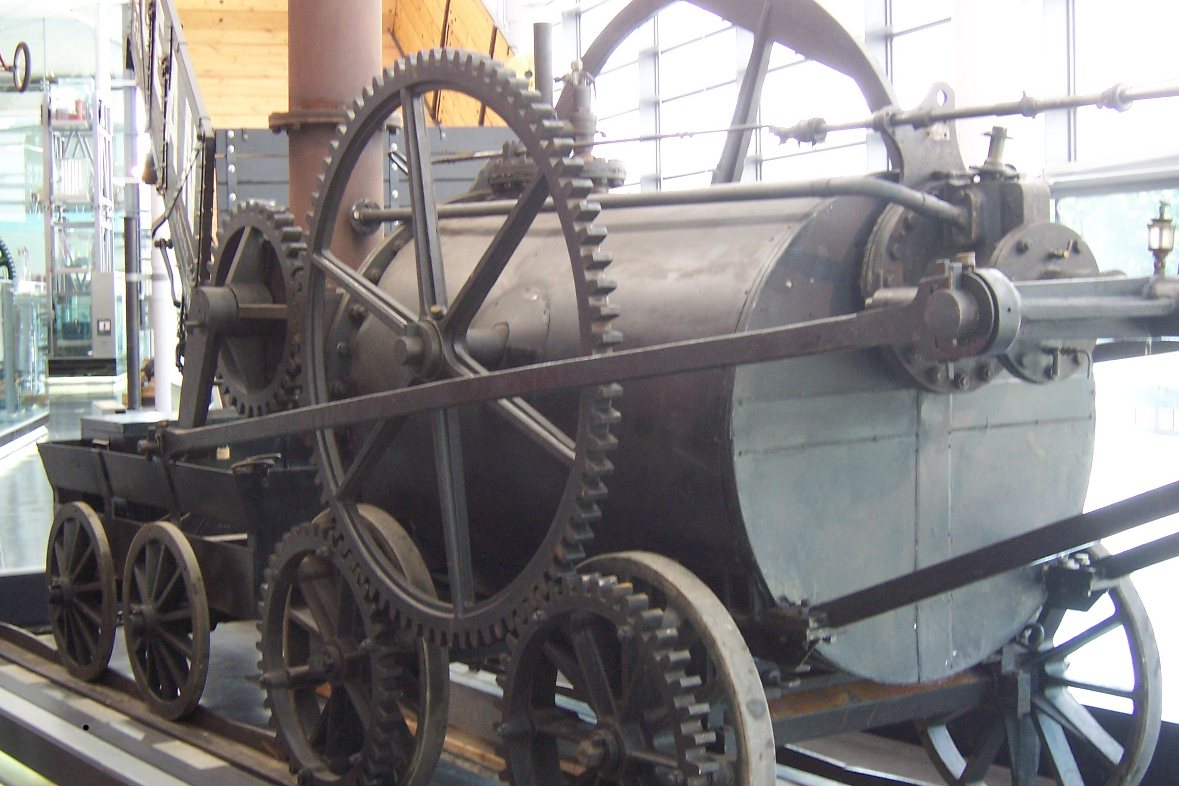

بدأ تاريخ السكك الحديدية في القرن السادس قبل الميلاد في اليونان القديمة. ويمكن تقسيمه إلى عدة فترات منفصلة حسب المواد المستخدمة في السكة والقوة الدافعة المستخدمة.

## الأنظمة القديمة
تشير الأدلة إلى أنه كان هناك طريق ديولكوس المعبد بطول 6 إلى 8.5 كيلومتر، والذي نقل القوارب عبر برزخ كورنث في اليونان نحو 600 قبل الميلاد. وكانت المركبات ذات العجلات التي يسحبها الرجال والحيوانات تجري في حزوز من الحجر الجيري، ما وفر عنصر المسار، الأمر الذي منع العربات من الخروج عن الطريق. استخدم طريق ديولكوس لأكثر من 650 عامًا، حتى القرن الأول على الأقل قبل الميلاد. كما تم بناء مسارات معبدة في وقت لاحق في مصر الرومانية.

## قبل استخدام البخار

### إدخال السكك الخشبية
في عام 151، كتب الكاردينال ماتاتوس لانغ وصفا لخط السكة الريسزوغ، وهو خط سكة في حصن هوهينسالزبورغ في النمسا. كان الخط يستخدم في الأصل قضبانًا خشبية وحبل القنب، وكان يعمل بواسطة قوة دافعة بشرية أو حيوانية، من خلال عجلة القيادة. وما يزال الخط موجودًا ويعمل، رغم أنه في شكل محدث وربّما يكون أقدم سكة عاملة.

## إدخال الطاقة البخارية
حسّن جيمس واط، المخترع والمهندس الميكانيكي الإسكتلندي، إلى حد كبير المحرك البخاري لتوماس نيوكمين، الذي كان حتى الآن يستخدم لضخ المياه من المناجم. وطور واط محركًا تبادليا في عام 1769، قادرا على تشغيل العجلة. وعلى الرغم من أن محرك واط كان يعمل على مطاحن القطن ومجموعة متنوعة من الآلات، إلا أنه كان محركا ثابتا ضخًما. ولا يمكن أن يكون خلاف ذلك: استلزمت حالة تكنولوجيا الغليان استخدام بخار منخفض الضغط يعمل على فراغ في الإسطوانة؛ وهذا يتطلب تكثيفًا منفصلًا ومضخة هواء. ومع ذلك، ومع تحسن بناء الغلّايات، تحقق واط من إمكانية استخدام البخار عالي الضغط الذي يعمل مباشرة على المكبس. وقد أثار هذا احتمال وجود محرك أصغر، يمكن استخدامه لتشغيل السيارة وحمل براءة اختراع لتصميم قاطرة بخارية في عام 1784. أنتج موظفه ويليام مردوخ في ذلك العام نموذج عمل لعربة بخارية ذاتية الدفع.
بنيت أول قاطرة بخار لسكك الحديد تعمل على نطاق كامل في المملكة المتحدة في عام 1804 على يد المهندس البريطانى ريتشارد تريفيسميك المولود في كورنوال. استخدم هذا البخار عالي الضغط لدفع المحرك بضربة واحدة.

## إدخال الطاقة الكهربائية
تم بناء أول قاطرة كهربائية معروفة في عام 1837 بواسطة الكيميائي روبرت ديفيدسون من أبردين في إسكتلندا، وكانت تعمل بالخلايا الجلفانية (البطاريات). وهكذا كانت أيضا أقدم قاطرة كهربائية بالبطارية. بعد ذلك بنى ديفيدسون قاطرة أكبر اسمها جالفاني، عرضت في معرض الجمعية الاسكتلندية الملكية للفنون عام 1841.

## التاريخ حسب البلد

### أوروبا

#### بلجيكا
كانت بلجيكا هي الدولة الرائدة في الثورة الصناعية في القارة التي بدأت في عشرينيات القرن التاسع عشر. قدمت نموذجا مثاليا لإظهار قيمة السكك في تسريع الثورة الصناعية. وبعد انفصال الدولة الجديدة عن هولندا في عام 1830، قررت تحفيز الصناعة. قامت بالتخطيط والتمويل لنظام بسيط متعدد الأشكال يربط بين المدن الرئيسية والموانئ ومناطق التعدين ويرتبط بالدول المجاورة. وعلى نحو غير معتاد، أصبحت الدولة البلجيكية من بين المساهمين الرئيسيين في تنمية السكك الحديدية في وقت مبكر.
تم بناء النظام على طول خطوط بريطانية، وغالبا ما كان يقوم المهندسون البريطانيون بالتخطيط. كانت الأرباح منخفضة ولكن تم إنشاء البنية الأساسية اللازمة للنمو الصناعي السريع. واكتمل أول خط سكة حديد في بلجيكا يمتد من شمالي بروكسل إلى ميتشلين في مايو عام 1835.

#### التطورات المبكرة
أول سكة حديد في بريطانيا كانت نظام طريق مجنح، عبارة عن نظام سكك حديدية خشبية مرسومة، يستخدمها عمال المناجم الألمان في كالدبك، كمبريا، إنجلترا، ربما منذ العقد السادس من القرن الخامس عشر للميلاد. وقد تم بناء ممر في بريسكوت بالقرب من ليفربول في وقت ما نحو 1600، ربما في عام 1594. كان الخط الذي يمتلكه فيليب لايتون، يحمل الفحم من حفرة بالقرب في بريسكوت على بعد نصف ميل.

#### توسيع السكة
سرعان ما أصبحت السكك الحديدية ضرورية للحركة السريعة للسلع والعمالة اللازمة للتصنيع. في البداية، كانت القنوات تتنافس مع السكك الحديدية، ولكن السكك الحديدية سرعان ما حققت تقدما مع تحسن تكنولوجيا البخار والسكك الحديدية وبناء السكك الحديدية في أماكن لم تكن القنوات قادرة على العمل فيها.
وبحلول خمسينيات القرن التاسع عشر، وصلت العديد من السكك الحديدية التي تعمل بالطاقة البخارية إلى أطراف لندن المبنية. ولكن لم يسمح للشركات الجديدة بهدم ما يكفي من الممتلكات لاختراق المدينة أو الضفة الغربية، لذا فقد اضطر الركاب إلى النزول إلى بادينجتون، وأوستون، وكسينغ كروس، وشارع تشارنج كروس، ووترلو، وفيكتوريا، ثم يسلكون طريقهم بأنفسهم بواسطة عربة هاكني أو سيرا على الأقدام إلى الوسط، الأمر الذي أدى إلى ازدحام شديد في المدينة. تم بناء سكة حديد مترو تحت الأرض لربط العديد من محطات السكك الحديدية المنفصلة، وكانت أول «مترو» في العالم.